# Лейнер (ресторан)

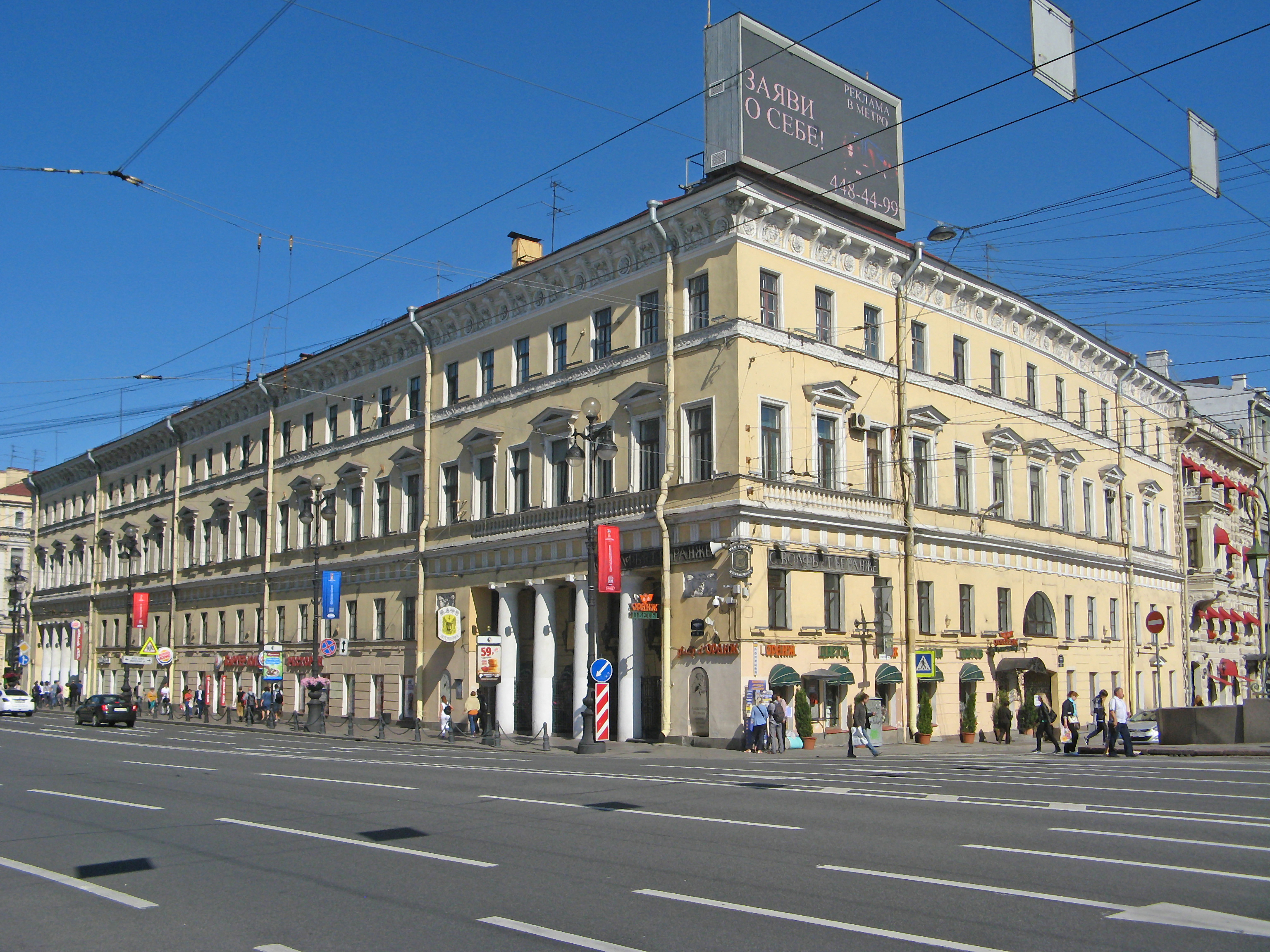
Здание, в располагался ресторан

Лейнер или Ресторан товарищества О. Лейнера — бывший ресторан в дореволюционном Санкт-Петербурге, одно из самых известных заведений немецкой кухни в городе. Располагался в доме № 18 на Невском проспекте. Ресторан был открыт в 1885 году в помещении бывшей кондитерской Вольфа и Беранже. Подаваемые блюда были относительно недорогими, обед стоил один рубль. Ресторан прежде всего славился своим немецким пивом, это было единственное в Петербуге место, где пиво могли пить офицеры гвардейских полков. Открытие очередной бочки сопровождалось торжественным церемониалом. В качестве закусок к пиву подавались черноморские устрицы, икра, маринованная рыба и прочие деликатесы. В «Лейнере» свой карьерный путь в качестве официантов начали Иван Соколов, будущий владелец ресторана «Вена» и Георгий Александров, основатель «Аквариума». Работники ресторана также в будущем открыли ряд других немецких заведений в Петербурге. «Лейнер» закрыли в 1914 году вместе с множеством других немецких заведений на фоне антинемецких настроений во время первой мировой войны.
Основными посетителями ресторана были петербургские немцы и артистическая богема. Это было одно из немногих мест, где соседствовали посетители разных сословий. В «Лейнере» работники германской контрразведки устраивали шуточные годовщины дня рождения немецкого кайзера. В кабинетах ресторана также воспроизводили церемониалы офицерских собраний рейхсвера. «Лейнер» стал своеобразным артистическим клубом. После спектаклей в «Лейнер» устремлялись артисты и зрители Александринского театра и Дворянского собрания. Здесь обедали и ужинали Чайковский, Давыдов, Юрьев, Горбунов, Глазунов, Мюльбах, Шаляпин, Блок, Гумилёв, Дорошевич, Зносно-Боровский, Кузмин, Ракитин, Толстой и другие. «Лейнер» предпочитал посещать приезжавший из Москвы Чехов, назначая там встречи с литераторами. Ресторан был любимым заведением Чайковского, в котором он постоянно обедал. По одной из популярных версий, причиной смерти Чайковского стал стакан сырой воды, которую композитор потребовал подать, от чего он заразился холерой и умер. В заведении раз в два месяца устраивали заседание члены русского общества филателистов, здесь также встречались петербургские гомосексуалы, искавшие отношений с молодыми танцорами балета. В начале XX века в «Лейнере» собирались шахматисты, в том числе и Алехин.